# Michal Pintér
Michal Pintér (sinh 4 tháng 2 năm 1994) là một hậu vệ bóng đá Slovakia hiện tại thi đấu cho câu lạc bộ Zlaté Moravce.

## FC ViOn Zlaté Moravce
Anh ra mắt cho FC ViOn Zlaté Moravce trước MFK Košice ngày 25 tháng 10 năm 2011.